# Arrière-monde
L'arrière-monde (Hinterwelt, litt. « monde après », « monde derrière »), aussi traduit par outre-monde, est un concept philosophique de Friedrich Nietzsche qui désigne les mondes supérieurs qui ont été théorisés par un grand nombre de philosophes passés dans le but de dévaluer l'ici-bas.

## Contexte: théories du monde au-delà des sens
Un grand nombre de doctrines philosophiques ont supposé que, au-delà du monde sensible qui est multiple et mouvant, il pourrait exister une réalité fixe et stable. C'est cela que Nietzsche qualifie d'arrière-monde.
La notion d'arrière-monde est une théorie philosophique développée par de nombreuses cultures ou idéologies et affirmant l'existence d'un second monde sous-jacent , cohérent mais régi par des lois différentes, nécessairement meilleur, mais inaccessible pour la condition humaine. L'arrière monde sert de modèle à la morale, par l'affirmation d'un être divin éternel, d'un séjour éternel des âmes après la mort, ou d'un monde de perfection éternelle.
Cette notion apparait déjà chez Socrate, dans le Phédon. Il y analyse comment il échoue à expliquer le monde per se et conclut qu'il faut trouver au-delà du monde visible la cause et la finalité de celui-ci. C'est dans ce second monde que réside le concept du bon, du grand ou du bien en soi.
Elle est développée par Platon avec son mythe de la caverne. Platon distingue l'objet de l'idée de l'objet lui-même. L'idée de l'objet appartient au monde intelligible et l'objet au monde sensible. Pour Platon, le sensible n'existe que par rapport à l'intelligible. Cependant, Platon ne parle  pas d'autre monde mais de modèle ayant servi à engendrer le monde sensible.
À sa suite, les philosophes néoplatoniciens imaginent le doublement du monde sensible par un  monde intelligible, celui des idées. Ainsi, pour Philon de Mégare, Dieu, quand il a voulu fabriquer le monde visible, a d'abord construit le monde intelligible à son image, comme modèle, avant de réaliser le monde corporel et pour Plotin dans son Ennéade, ce monde intelligible est  spirituel, harmonieux et vivant.
Christianisme et Islam ont de leur côté développé l'idée d'un monde meilleur, d'un royaume éternel auquel on peut accéder après la mort et le jugement dernier.
Kant, réactive la distinction entre monde sensible et monde intelligible dans sa distinction entre le monde des phénomènes et le monde en soi, ainsi que dans sa théorie d'un monde tendant à l'infini vers le meilleur.

## Vision nietzschéenne
Nietzsche est totalement opposé à cette idée philosophique d'un monde qui existe en-dehors des sens, qu'il baptise « arrière-monde » dans son ouvrage Ainsi parlait Zarathoustra, au troisième discours de Zarathoustra « Des hallucinés de l'arrière-monde » (en allemand Von den Hinterweltlern, litt. « De ceux de l'arrière-monde »). Il écrit ainsi : « Un jour Zarathoustra jeta son illusion par delà les hommes, pareil à tous les hallucinés de l’arrière-monde ». Il parle de monde « soigneusement caché à l'homme, ce monde d'où l'homme est absent ».
Cette dualité de l'être et du paraître associée à celle de l'âme et du corps – le corps assujetti au monde physique, l'âme indépendante des contingences – est fortement combattue par Nietzsche, pour qui le corps et le monde réel sont les seules choses d'importance.
Nietzsche range dans les philosophies de l'arrière-monde
- le monde des idées de Platon
- l'ousia d'Aristote
- la res de Descartes et la substantia de Spinoza
- la chose en soi de Kant

Il voit de plus dans le christianisme un platonisme pour le peuple.
Il s'attaque donc à trois grands piliers que sont Platon, le christianisme et Kant. Pour lui, se poser la question de l'existence ou non de tels mondes n'a pas de sens, car ils ne sont d'aucune utilité dans le monde réel. On peut juste analyser le pourquoi de leur création par l'esprit humain.
Le monde réel est soumis à l'instabilité, l'évolution et la corruption. Ce monde sensible ne peut être perçu que par des sens eux-mêmes défaillants. Mais pour Nietzsche, c'est le seul moyen que l'être humain a pour capturer le monde réel. Pour Nietzsche, la stabilité élevée au statut de valeur première est une invention du monde occidental qui avait besoin de cette valeur à des fins de sécurité et conservation.
Nietzsche reproche à ces théories de désigner l'instable, ce qui est en devenir, comme le monde « faux » des apparences et comme une pâle figure d'un monde véritable et immuable. Il en renverse le discours : si ces êtres « véritables » sont immuables alors ils sont assimilables au néant car la réalité réside dans le changement. Ces êtres qualifiés de « véritables » sont donc en fait, vides de toute réalité. Il souligne ainsi la contradiction interne de tout recours à un arrière-monde.
Pour Nietzsche, l'idée de considérer ce monde comme le monde faux est un non sens, puisque c'est le seul qui soit réel.
Selon lui, une telle théorie prouve seulement la faiblesse de ceux qui l'ont inventée, leur incapacité à embrasser la complexité du monde réel, bref elle serait  un symptôme de vie déclinante. Ce désir de se référer à un arrière monde serait seulement une « vengeance contre la vie ». En se réfugiant dans un monde immuable, on rejetterait la réalité dans un second plan. Ce serait un instinct morbide de rejet du vivant, de haine contre la réalité. Ce ne serait donc que le symptôme d'une incapacité à assimiler davantage de réalité, un symptôme de décadence.
Pour Nietzsche, la puissance réside au contraire dans le désir de mouvement, de changement, d'ouverture, soit l'opposé de la recherche d'une stabilité.
Nietzsche ne rejette pas l'existence de l'intelligible, il lui nie seulement une valeur supérieure au sensible.